# Montreal (Wisconsin)
Montreal ist eine Kleinstadt (mit dem Status „City“) im Iron County im US-amerikanischen Bundesstaat Wisconsin. Im Jahr 2010 hatte Montreal 807 Einwohner.

## Geografie
Montreal liegt im Norden Wisconsins, unweit des Westufers des die Grenze zu Michigan bildenden Montreal River, der in den Oberen See mündet.
Die geografischen Koordinaten von Montreal sind 46°25′41″ nördlicher Breite und 90°14′46″ westlicher Länge. Das Stadtgebiet erstreckt sich über eine Fläche von 5,8 km². 
Benachbarte Orte von Montreal sind Hurley (an der nordöstlichen Stadtgrenze), Ironwood in Michigan (6,8 km nordöstlich) und Pence (an der südwestlichen Stadtgrenze).
Die nächstgelegenen größeren Städte sind Green Bay am  Michigansee (341 km südöstlich), Wausau (205 km südlich), die Twin Cities in Minnesota (355 km südwestlich) und Duluth am Oberen See in Minnesota (179 km westnordwestlich).

## Verkehr

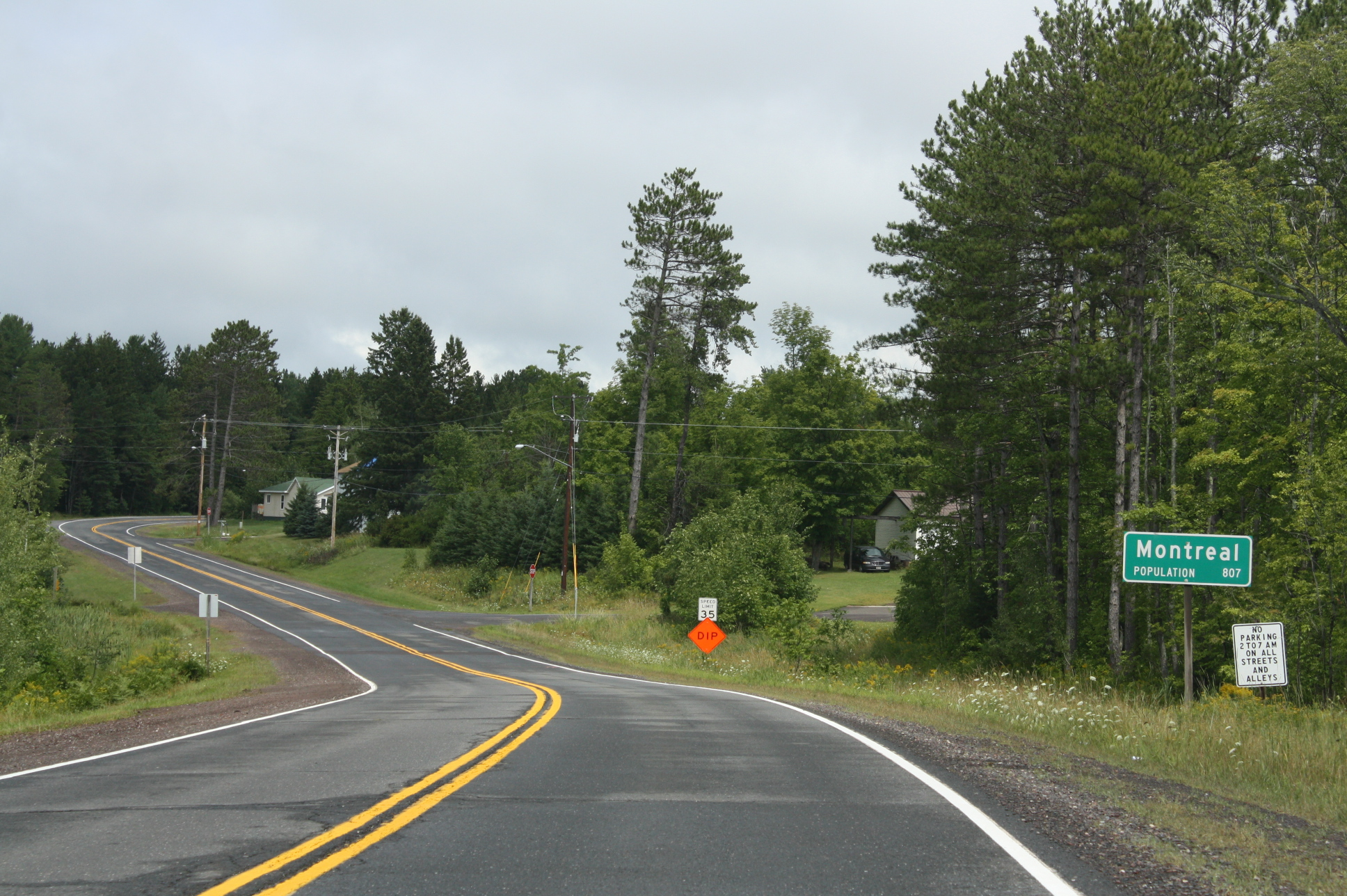
Ortseingang von Montreal auf dem WIS 77

Der Wisconsin State Highway 77 verläuft als Hauptstraße durch Montreal. Alle weiteren Straßen sind untergeordnete und teils unbefestigte Fahrwege sowie innerörtliche Verbindungsstraßen.

Die nächstgelegenen Regionalflughäfen sind der Duluth International Airport (188 km westnordwestlich) und der Central Wisconsin Airport bei Wausau (224 km südlich). Der nächste internationale Großflughafen ist der Minneapolis-Saint Paul International Airport (376 km südwestlich).

## Bevölkerung
Nach der Volkszählung im Jahr 2010 lebten in Montreal 807 Menschen in 364 Haushalten. Die Bevölkerungsdichte betrug 139,1 Einwohner pro Quadratkilometer. In den 364 Haushalten lebten statistisch je 2,22 Personen. 
Ethnisch betrachtet setzte sich die Bevölkerung zusammen aus 96,7 Prozent Weißen, 1,2 Prozent amerikanischen Ureinwohnern sowie 1,4 Prozent aus anderen ethnischen Gruppen; 0,5 Prozent stammten von zwei oder mehr Ethnien ab. Unabhängig von der ethnischen Zugehörigkeit waren 1,6 Prozent der Bevölkerung spanischer oder lateinamerikanischer Abstammung. 
23,0 Prozent der Bevölkerung waren unter 18 Jahre alt, 63,9 Prozent waren zwischen 18 und 64 und 13,1 Prozent waren 65 Jahre oder älter. 49,4 Prozent der Bevölkerung war weiblich.
Das mittlere jährliche Einkommen eines Haushalts lag bei 37.813 USD. Das Pro-Kopf-Einkommen betrug 21.839 USD. 16,3 Prozent der Einwohner lebten unterhalb der Armutsgrenze.